# AMP-aktivierte Proteinkinase
Die AMP-aktivierte Proteinkinase (AMPK) ist ein Enzym, das eine wichtige Rolle bei der Regulation von biosynthetischen Vorgängen in Zellen von Säugetieren spielt. Die drei Untereinheiten α,β,γ haben jeweils mehrere Isoformen, so dass es mehrere, zum Teil gewebespezifische Isoformen der AMPK gibt. Mutationen im PRKAG2-Gen sind für seltene erbliche Typen des Wolff-Parkinson-White-Syndroms und der hypertrophen Kardiomyopathie verantwortlich.

## Funktion
AMPK ist ein heterotrimeres Protein, das aus der katalytischen alpha-1- (PRKAA1), der beta-1- (PRKAB1) und gamma-1-Untereinheit (PRKAG1) besteht; seine Aufgabe besteht darin, Zellen vor ATP-Mangel, also Energiemangel zu schützen. Dies wird durch Abschalten energieaufwändiger Biosynthesen erreicht, indem die AMPK durch Phosphorylierung mehrere für die Cholesterin- und Fettsäurebiosynthese verantwortlichen Enzyme hemmt (u. a. die HMG-CoA-Reduktase und die Acetyl-CoA-Carboxylase). Reguliert wird die AMPK über den AMP- und ATP-Spiegel der Zelle, wobei auch eine weitere Kinase, die LKB1, beteiligt ist. AMP ist ein Abbauprodukt von ATP und daher ein geeigneter Indikator für Energiemangel. Die AMPK kommt als Homolog in vielen anderen Arten (Hefen und sogar höhere Pflanzen) vor und scheint daher ein evolutionär schon früh aufgetretenes Werkzeug zum Schutz vor Energiemangel in Zellen zu sein.